# Gloria Musu-Scott
Pour les articles homonymes, voir Musu et Scott.
Gloria Maya Musu-Scott est une femme politique et juriste libérienne qui a servi comme juge en chef à la Cour suprême du Liberia de 1997 à 2003. Elle et trois autres membres de sa famille ont été reconnus coupables de meurtre en 2023 à la suite de l'assassinat de sa nièce.

## Biographie
Scott est né à Monrovia et est membre du peuple Grebo. Elle est titulaire d'un baccalauréat en économie et d'un diplôme en droit de l'Université du Liberia. 
Elle devient membre de l'Association du barreau national libérien et cofondatrice de l'Association des avocates du Libéria. Elle exerce comme professeur adjointe à la Faculté de droit Louis Arthur Grimes de l'Université du Liberia.
Scott a été nommé juge en chef à la Cour suprême composée de cinq membres en 1997, après l'élection de Charles Taylor,. En février 2003, Scott lit une décision du tribunal qui déclarait qu'il n'avait pas la juridiction légale sur les rebelles de la Libériens unis pour la réconciliation et la démocratie pour arrêter la seconde guerre civile afin de mener un recensement national avant les élections de 2003. Elle sert le tribunal jusqu'en août 2003, et prend sa retraite en 2003 lorsqu'un gouvernement de transition se met en place à la suite du renoncement de Charles Taylor au pouvoir sous la pression internationale.
Elle se lance ensuite dans la politique. Lors des élections de 2005, Scott devient la sénatrice junior du comté de Maryland, représentant l'Alliance pour la paix et la démocratie,. En 2008, elle parle à la Commission Vérité et Réconciliation de la nécessité d'aller au-delà des événements de 1979. Elle perd son siège au Sénat lors des élections de 2011.
En 2012, Gloria Scott est nommée présidente du Comité de révision de la Constitution (CRC) qui se réunit de 2013 à 2015,. La CRC visite les 73 circonscriptions électorales et recueille un total de 56 729 points de vue de citoyens . Dans ce rôle, Scott a plaidé pour la participation des femmes ainsi que pour l'éducation des filles,. Gloria Scott présente le rapport final du Comité à la présidente Ellen Johnson Sirleaf en août 2015.
En 2016, Scott est désigné comme l'un des nombreux débiteurs jugés mauvais débiteurs par la Liberia Banker Association, qui a déclaré qu'elle n'avait pas payé 11 241,04 $ dus à la Banque libérienne pour le développement et l'investissement.
Elle obtient en 2017 un Master of Laws de la Faculté de droit de Harvard.
En décembre 2023, Gloria Musu-Scott et trois membres féminins de sa famille sont reconnus coupables du meurtre à l'arme blanche de sa nièce Charlotte Musu en février 2023. Les accusés sont également reconnus coupables de conspiration et de fausse déclaration aux forces de l'ordre. Mme Musu-Scott maintent que sa nièce a été tuée par des cambrioleurs et prétend que le jury a été soudoyé pour qu'il rende un verdict de culpabilité. Elle et les autres accusés sont condamnés à la prison à vie et internés à la prison centrale de Monrovia. Gloria Musu-Scott a ensuite fait appel auprès de la Cour suprême du Libéria,